# Латур д’Овернь, Анна Мария Луиза де
Анна Мария Луиза де Латур д’Овернь (фр. Anne Marie Louise de La Tour d'Auvergne) — французская аристократка, маркиза Горд, графиня Монча, жена Шарля де Роган-Субиза. 

## Биография
Анна Мария родилась 1 августа 1722 в Буйонском отеле в семье герцога Буйонского Эммануэля Теодоза де Латур д’Овернь и его третьей жены Анны Марии Кристины де Симиан (фр.). Она была единственным ребёнком в семье. Её мать умерла 8 августа 1722 года, через семь дней после рождения Анны Марии. По отцу Анна Мария была внучкой герцога Буйонского Годфруа Мориса де Латур д'Овернь и племянницы кардинала Джулио Мазарини Марии Анны Манчини. По матери Анна Мария Луиза принадлежала роду Симиани, происходящему из Прованса, и Монча.
Анна Мария была помолвлена с Шарлем де Роганом с одиннадцати лет. Он был на семь лет старше ее и был старшим сыном принца Субиза Жюля де Рогана и Анны-Жюли де Мелен.
Анна Мария вышла замуж 29 декабря 1734 года в возрасте 12 лет. В 1737 году у пары родилась дочь Шарлотта де Роган.
В 1739 году, в возрасте 17 лет, Анна Мария скончалась при родах в парижском отеле «Субиз». Её сын умер в 1742 году.
Она была погребена 19 сентября 1739 года в парижской церкви Эглиз-де-ла-Мерси.